# Das Eulenhaus (2004)
Das Eulenhaus (Originaltitel: The Hollow) ist eine Langfolge aus der neunten Staffel der britischen Fernsehserie Agatha Christie’s Poirot aus dem Jahr 2004 von Simon Langton. Es ist die Verfilmung des gleichnamigen Romans von Agatha Christie aus dem Jahr 1946.

## Handlung
Hercule Poirot verbringt sein Wochenende auf dem Land. In direkter Nachbarschaft hat sich eine berühmte Filmdarstellerin namens Veronica Cray eingemietet. Ganz in der Nähe ist das Anwesen der Angkatells, in dem zu diesem Zeitpunkt ebenfalls einige Wochenendgäste untergebracht sind. Lady Angkatell lädt Poirot zum Dinner ein, denn sie fürchtet, dass es zwischen den Gästen zu unangenehmen Szenen kommen könnte und verspricht sich von der Anwesenheit eines berühmten Privatdetektivs allgemein gesitteteres Verhalten. So findet das Dinner statt und kurz nach Poirots Verabschiedung taucht Veronica Cray auf, um nach Streichhölzern zu fragen. In Wahrheit will sie den Arzt John Christow zurück, der vor zwölf Jahren die Verlobung zu ihr löste und ebenfalls zu Gast ist. Mittlerweile ist er allerdings verheiratet. Seine Ehegattin Gerda und seine Geliebte Henrietta Savernake sind zugegen.
Dennoch lässt sich John auf Veronica ein und verbringt die halbe Nacht mit ihr. Am darauffolgenden Tag wird er am Pool erschossen. Poirot stößt just in dem Moment hinzu, als die Ehefrau des Ermordeten fassungslos mit einem Revolver in der Hand bei dem Toten steht. Henrietta und die Gastgeberin Lady Angkatell befinden sich ebenfalls in unmittelbarer Nähe.
Auf Poirot wirkt das Bild befremdlich. Zu einfach scheint ihm das Verbrechen gestrickt oder andererseits auch ungeheuer kompliziert zu sein. Während sich alle Anwesenden immer rätselhafter verhalten und damit verdächtig machen, wird Johns Ehefrau Gerda vom Mordvorwurf entlastet, denn der Revolver in ihrer Hand ist nicht die Tatwaffe. So entspinnt sich ein kleines Verwirrspiel, das Poirot nur unter Aufwendung all seines detektivischen Spürsinns enträtseln kann. Letztlich zeigt sich, dass die offensichtliche Lösung doch die richtige ist.

## Belege
1. ↑   Freigabebescheinigung für Das Eulenhaus. Freiwillige Selbstkontrolle der Filmwirtschaft, August 2008 (PDF; Prüfnummer: 115 013 DVD).